# Заборова, Виктория Александровна
Виктория Александровна Заборова (род. 21 мая 1975, Москва) — российская спортсменка (современное пятиборье). Мастер спорта России международного класса по современному пятиборью. Дважды серебряный призёр чемпионатов мира по пятиборью в эстафете в составе сборной России.